# Alfons Rogosz
Alfons Ignacy Rogosz, OFM (ur. 28 lipca 1858 w Wierzchu, zm. 25 marca 1934 w Panewnikach) – polski ksiądz katolicki, franciszkanin.

## Życiorys
Alfons Rogosz przyszedł na świat pod imieniem Ignacy w Wierzchu koło Prudnika 28 lipca 1858 na terenie ówczesnego Królestwa Prus jako piąte dziecko w rodzinie. Jego młodszym bratem był Wilhelm Rogosz. Naukę rozpoczął w gimnazjum w Prudniku. Miał tu styczność z franciszkanami z miejscowego klasztoru, którzy w 1870 założyli szkołę dla chłopców (kolegium serafickie) w Górze Świętej Anny. Pod wpływem o. Ignacego Jeilera, Rogosz przeniósł się do tego kolegium z postanowieniem zostania franciszkaninem.
Pracował duszpastersko w Holandii, Belgii, Nadrenii i Westfalii, a następnie powrócił na Śląsk. Jako misjonarz przemierzył wszystkie większe miejscowości na Śląsku, za co papież Leon XIII nadał mu tytuł Misjonarza Apostolskiego. Został gwardianem na Górze Świętej Anny, gdzie odnowił wszystkie stacje kalwaryjskie, a także zniwelował niebezpieczne osuwisko między kościołem klasztornym i kaplicą św. Rafała (później w tym miejscu powstała grota ku czci Matki Bożej). W 1905 był jednym z inicjatorów budowy klasztoru w Borkach Wielkich.
Po zakończeniu I wojny światowej przeniósł się do Polski. Znalazł się w komisariacie panewnickim. W latach 1924–1925 był przełożonym klasztoru franciszkanów w Choczu. W 1923 został wtedy mianowany pierwszym magistrem nowicjatu w Wieluniu. W 1928 został członkiem Koła Inteligencji Powiatu Prudnickiego.
Zmarł 25 marca 1934 w Panewnikach podczas uroczystości Zwiastowania Pańskiego. Został pochowany w kwaterze ojców franciszkanów na cmentarzu panewnickim. Pogrzeb odprawił jego brat Wilhelm, a kondukt żałobny poprowadził Wilhelm Kasperlik.
Kolumban Sobota w swojej kronice napisał: „Był to prawdziwy syn św. Franciszka, vir exemplaris et perfectus. Lud go uważał za świętego i z wielkim zaufaniem się modli na jego grobie. Opowiadają, że doznali jużrozmaite łaski przy tym grobie”.